# دينيس فرانكو
دينيس إريدان فرانكو بينيا (بالإسبانية: Denisse Franco)‏ (ولد في 3 مارس 1998) عارضة أزياء مكسيكية وحاملة لقب ملكة جمال سابقة بعد تتويجها بمسابقة نيسترا بيليزا المكسيك 2017 في 11 مارس 2017 ومثلت المكسيك في مسابقة ملكة جمال الكون 2017.